# Pseudacraea acholica
Pseudacraea acholica is een vlinder uit de onderfamilie Limenitidinae van de familie Nymphalidae. De wetenschappelijke naam van de soort is voor het eerst geldig gepubliceerd in 1932 door Norman Denbigh Riley.